# Kimi
Kimi je moško osebno ime.

## Izvor imena
Kimi je različica moškega osebnega imena Kim.

## Pogostost imena
Po podatkih Statističnega urada Republike Slovenije je bilo na dan 31. decembra 2007 v Sloveniji število moških oseb z imenom Kimi: 21.

## Osebni praznik
Osebe z imenom Kimi lahko godujejo takrat kot osebe z imenom Kim.